# Aleksandrów Łódzki (gemeente)

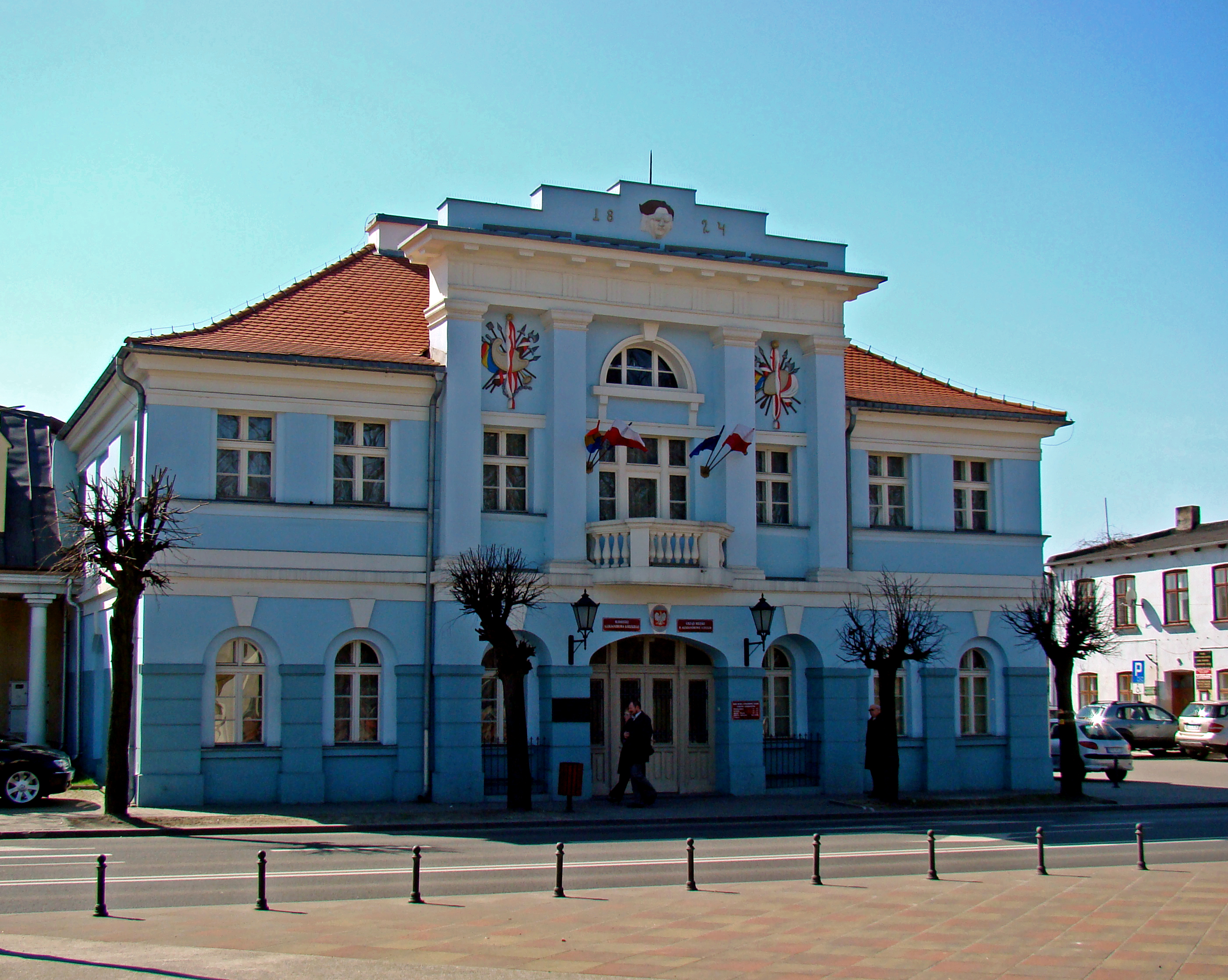
Raadhuis

De gemeente Aleksandrów Łódzki is een stad- en landgemeente in het Poolse woiwodschap Łódź, in powiat Zgierski.
De zetel van de gemeente is in de stad Aleksandrów Łódzki.
Op 30 juni 2004 telde de gemeente 25 899 inwoners.

## Oppervlakte gegevens
In 2002 bedroeg de totale oppervlakte van gemeente Aleksandrów Łódzki 115,58 km², waarvan:
- agrarisch gebied: 60%
- bossen: 26%

De gemeente beslaat 13,54% van de totale oppervlakte van de powiat.

## Demografie
Stand op 30 juni 2004:
| Omschrijving                   | Totaal | Totaal | Vrouwen | Vrouwen | Mannen | Mannen |
| ------------------------------ | ------ | ------ | ------- | ------- | ------ | ------ |
| eenheid                        | aantal | %      | aantal  | %       | aantal | %      |
| inwoners                       | 25 899 | 100    | 13 470  | 52      | 12 429 | 48     |
| bevolkingsdichtheid (inw./km²) | 224,1  | 224,1  | 116,5   | 116,5   | 107,5  | 107,5  |

In 2002 bedroeg het gemiddelde inkomen per inwoner 1167,14 zł.

## Administratieve plaatsen (sołectwo)
Bełdów, Bełdów-Krzywa Wieś, Chrośno, Ciężków, Jastrzębie Górne, Kolonia Brużyca, Krzywiec, Księstwo, Brużyczka Mała, Nakielnica (dorpen Karolew en Nakielnica), Nowe Krasnodęby, Adamów (dorpen Nowy Adamów en Stary Adamów), Prawęcice, Rąbień (dorpen Antoniew en Rąbień), Rąbień AB, Ruda-Bugaj (dorpen Łobódź en Ruda-Bugaj), Sanie, Słowak, Sobień, Stare Krasnodęby, Wola Grzymkowa (dorpen Budy Wolskie, Grunwald, Izabelin, Placydów en Wola Grzymkowa), Zgniłe Błoto.

## Aangrenzende gemeenten
Dalików, Konstantynów Łódzki, Lutomiersk, Łódź, Zgierz, Zgierz (miasto)